# Mondelez International
Mondelez International, Inc. (IPA: /ˌmoʊndəˈliːz/, stiliserat Mondelēz International), är en amerikansk multinationell livsmedelskoncern inom bland annat konfektyr, mejeriprodukter och livsmedel. Företaget bildades 2012 i samband med en delning av företaget Kraft Foods.

## Historik
Företaget ägdes tidigare till 88,9 procent av Altria Group (tidigare Philip Morris Companies Inc.), men var självständigt noterat på New York Stock Exchange. I slutet av mars 2007 överlät Altria hela sitt aktieinnehav i Kraft Foods till sina aktieägare och Kraft Foods blev därmed ett självständigt börsnoterat aktiebolag. År 2012 delades Kraft Foods i två delar, konfektyrdelen blev Mondelez och livsmedelsdelen övergick till Kraft Heinz. 

## Norden
År 1990 gick de norska respektive svenska choklad- och konfektyrtillverkarna Freia A/S och AB Marabou ihop och bildade Freia Marabou A/S som 1992 köptes av dåvarande Kraft General Foods. År 1995 samordnade Kraft General Foods alla sina livsmedelsintressen i Skandinavien i en koncern, och år 2001 ändrades namnet från Kraft Freia Marabou AB till Kraft Foods Sverige. Kraft Foods Sverige hade 2004 en omsättning på fyra miljarder kronor och cirka 1 500 anställda.
Vid fabriken i Gävle tillverkas kaffe av bland annat märkena Gevalia och Maxwell House. Andra varumärken i Sverige är bland andra Aladdin, Marabou, O’boy, Non stop, Toblerone, Daim, V6 Junior och Milka (choklad) samt Philadelphia (färskost). Estrella (potatischips) ägdes tidigare av Kraft Foods, men såldes 2008, tillsammans med Maarud till  norska Herkules Private Equity Fund.

## Kritik mot Rysslandsengagemang
I samband med Rysslands invasion av Ukraina 2022 drog sig många internationella företag ur Ryssland. Mondelez fortsatte dock sin försäljning och omsätter ungefär en miljard USD på årsbasis. År 2022 skattade Modelez mer än 63 miljoner USD till Ryssland enligt Ukrainska myndigheter. I maj 2023 satte den ukrainska antikorruptionsmyndigheten upp Mondelez på sin svarta lista med motivering att bolaget genom sin fortsatta verksamhet i Ryssland bidrar till landets krigskassa. Mondelez besvarade kritiken med att inga nya satsningar görs i Ryssland och att de dragit ner på marknadsföringen där. Trots det började nordiska företag som SJ, SAS och Norwegian bojkotta Mondelez-produkter. De danska, norska och svenska fotbollsförbunden avbröt sponsorsamarbeten med Mondelez. Mondelez gav ett löfte om att separera sin ryska verksamhet vilket gjorde att hotellkedjan Strawberry avbröt bojkotten.
En artikel i Bloomberg från januari 2025 visar att löftet om att isolera den ryska verksamheten har tagits bort från Mondelez hemsida. Samtidigt menar experter i artikeln att bolaget i praktiken inte har genomfört någon faktisk isolering av verksamheten i Ryssland. I samma artikel uttalar sig AP7 fondens hållbarhetschef Johan Florén kritiskt till Mondelez transparens när det kommer till den ryska verksamheten.